# Península de Guida
La península de Guida, o Guidán, (del ruso:  Гыда́нский полуостров) es una gran península siberiana en la costa siberiana del mar de Kara, en el océano Ártico, muy próxima a la península de Yamal. Lleva su nombre por el homónimo río Guida (o Gyda), un corto río (147 km) que discurre por la parte central de la península y que desagua en la homónima bahía de Guidan.
Administrativamente, casi toda la península de Guida pertenece al distrito autónomo de Yamalo-Nénets (salvo una pequeña parte, la oriental, del krai de Krasnoyarsk) de la Federación de Rusia.

## Geografía
La península de Guida es una ancha península —unos 400 km de largo y 400 km de ancho— situada entre el golfo de Obi (en donde desemboca el río Obi) y el golfo de Yeniséi (la desembocadura del río Yeniséi), en un tramo costero donde desaguan dos de los más importantes ríos de Rusia (y del mundo). El borde suroeste de la península está limitado por el estuario del Taz, un ramal interior del golfo del Obi, donde desemboca el también largo río Taz (1.401 km). 
Esta península tiene dos brazos o subpenínsulas internándose en el mar de Kara, en dirección norte, que dejan entre ellas dos bahías: la de Guidán o (Jalmyer), estrecha y profunda; y la bahía Yuratski, más pequeña. Frente a ellas, hay algunas grandes islas, como Oleniy, Shokalsky e Vilkitsky. 
La península de Guida es bastante llana, y contiene numerosos ríos y lagos. El terreno se encuentra permentemente helado (permafrost). El clima es muy frío, con temperaturas promedio en enero (el mes más frío) entre —26 °C y —30 °C y el promedio de julio varía entre 4 °C y 11,5 °C. La vegetación es la típica de la tundra ártica, aunque hay algunas manchas de bosque de coníferas en las zonas menos frías. Al igual que en zonas más al sur (meseta de la Siberia occidental), la península de Guida es bastante rica en yacimientos de gas natural. 
A causa de su clima inclemente, apenas está poblada, y hay muchas zonas totalmente deshabitadas. Una parte significativa de la población está formada por jantys y nenets, dos pueblos originales de estas áreas.
La tundra de esta región (junto a la de la cercana península de Yamal) constituye una ecorregión de la World Wide Fund for Nature: Tundra de las penínsulas de Yamal y Guida.